# Proses
Proses (en griego, Προσεῖς) fue una antigua ciudad griega situada en Arcadia.
Pausanias dice que fue una de las poblaciones pertenecientes al territorio de los parrasios que se unieron para poblar Megalópolis pero no vuelve a mencionar ninguna información sobre ella ni hay ninguna otra fuente antigua que cite a esta ciudad.